# 凱文·金
凱文·金（英語：Kevin Kim，1978年7月26日—）是一位韩裔美国职业網球運動員。在收到他的高中文憑，帕爾默預備學院，佛羅里達州坦帕，他被加州大學洛杉磯分校邀請作為網球選手，然後輟學了加州大學洛杉磯分校。然後，他開始網球生涯。他目前名列第100位的ATP排名。

## 單打戰績表
| 年度 | 澳網   | 法網   | 溫布頓 | 美網   |
| ---- | ------ | ------ | ------ | ------ |
| 1996 |        |        |        | 第一輪 |
| 1999 |        |        |        | 第一輪 |
| 2000 |        |        |        | 第一輪 |
| 2004 |        | 第一輪 |        |        |
| 2005 | 第三輪 | 第一輪 | 第二輪 | 第一輪 |
| 2006 | 第二輪 | 第二輪 | 第一輪 | 第一輪 |
| 2007 | 第一輪 |        | 第一輪 |        |
| 2008 |        |        | 第一輪 |        |
| 2009 |        | 第一輪 | 第一輪 | 第二輪 |

## 外部連結
- 凱文·金（英文/西班牙文）的官方資料
- 凱文·金的國際網球總會 職業／青少年 官方資料（英文）
- 凱文·金的官方資料（英文）